# Qəfərli
Qəfərli è un comune dell'Azerbaigian situato nel distretto di Sabirabad. Conta una popolazione di 434 abitanti.